# Beethovenstraße 55 (Mönchengladbach)

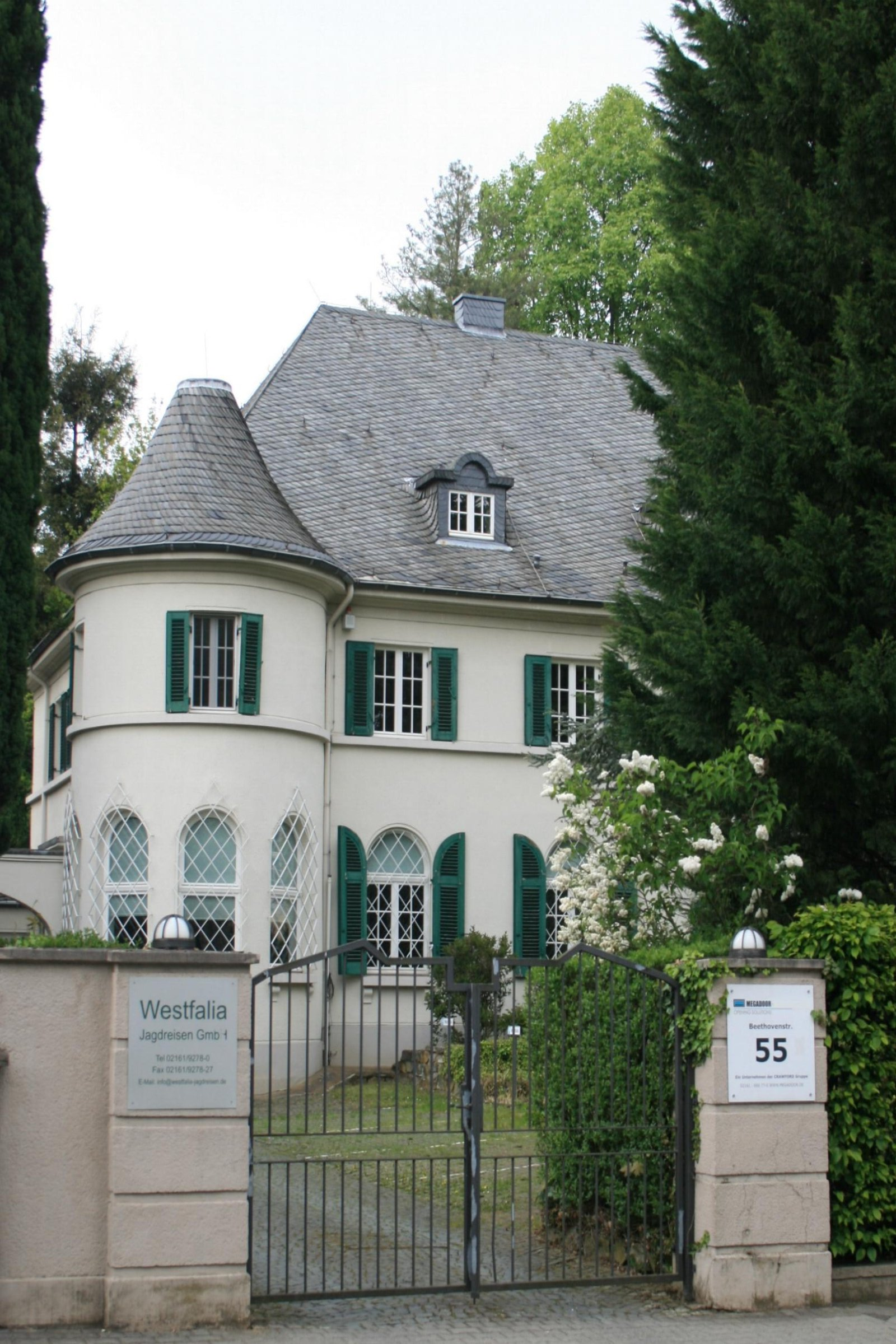
Stadtvilla (2010)

Die Stadtvilla Beethovenstraße 55 befindet sich im Stadtteil Am Wasserturm in Mönchengladbach (Nordrhein-Westfalen).
Das Haus wurde 1928 erbaut. Es ist unter Nr. B 152 am 28. März 1995 in die Denkmalliste der Stadt Mönchengladbach eingetragen worden.

## Architektur
In unmittelbarer Randlage zum Bunten Garten steht die linke Hälfte eines als Doppelwohnhaus konzipierten Gebäudes mit seitlicher Erschließung. Zweigeschossig errichtet unter verschiefertem Walmdach, dessen Fläche zwei übergiebelte (Wellengiebel) Gauben durchbrechen.
Architektonischer Akzent des an sich regelmäßig gegliederten Hauses ist ein linksseitig flankierender Eckturm in Dreiviertelrundung mit einem konkav geschwungenen Kegeldach. Die waagerechte Gliederung der raugeputzten Fassade übernehmen neben der gleichmäßigen Fensterreihung ein Sockel-, Sohlbank- und weit vorkragendes Dachgesims. Fensterausführungen in differierender Gestalt und Größe. Zur Straßenansicht im Erdgeschoss drei rundbogige Öffnungen, denen vier schmaler und höher dimensionierte im Erker entsprechen. Die Fenster des Obergeschosses sind kleiner und annähernd quadratisch formuliert; die beiden in der Turmrundung bei gleicher Gestalt höher ausgebildet.
Mit Ausnahme der erdgeschossigen Turmfenster sind alle mit Schlagläden versehen. Eine offene Torbogenstellung schließt einen kleinen Garagenhof mit dahinterliegender Garage zum vorderen Bereich des Gartens ab. Dem Gebäude vorgelagert ist ein tiefer Vorgarten, der durch einen pfeilergegliederten Stabgitterzaun und eine zweiflügelige Garteneinfahrt – auch Zugang zum Haus – zur Straße hin abgegrenzt wird.